# Rektor Univerzity Palackého
Rektor Univerzity Palackého v Olomouci je volený akademický orgán. Představuje hlavu celé univerzity a je ztělesněn osobou z její akademické obce. Současným rektorem je od 1. května 2025 docent Michael Kohajda.

## Pravomoce
Rektor jedná za univerzitu navenek, činí rozhodnutí podle vysokoškolského zákona České republiky. Je členem České konferenci rektorů. 
Rektor jmenuje a odvolává děkany  fakult univerzity, kvestora, prorektory,  členy vědecké rady a disciplinární komise univerzity, předkládá rozpočet, výroční zprávu o hospodaření a hodnocení a vydává opatření. 

## Charakteristika
Rektora jmenuje a odvolává na návrh Akademického senátu Univerzity Palackého prezident České republiky. Návrh na jmenování je předkládán prostřednictvím  ministra školství, mládeže a tělovýchovy, který také navrhuje mzdu. Funkční období je čtyřleté a stejná osoba může funkci vykonávat nejvýše dvě po sobě jdoucí období.
Úřad výkonu funkce i správní aparát vedení univerzity se nazývá rektorát.

## Kolegium rektora
Kolegium rektora představuje poradní orgán rektora. Jeho stálými členy jsou děkani, prorektoři, kvestor, předseda AS UP, zástupce studentů a nově i kancléř univerzity a vedoucí pracovníci centrálních jednotek UP (univerzitních zařízení).